# 広島駅南口再開発計画
広島駅南口再開発計画（ひろしまえきみなみぐちさいかいはつけいかく）では、広島県広島市南区松原町の西日本旅客鉄道（JR西日本）広島駅南口駅前周辺に於ける市街地再開発事業について記述する。

## 概要
広島駅南口駅前広場と猿猴川に挟まれた広島市南区松原町・猿猴橋町・荒神町の一帯は第二次世界大戦後に闇市が展開され、広島市への原子爆弾投下からいち早く復興した地域ではあるが、市中心部である紙屋町・八丁堀地区（中区）が中心業務地区として土地の高度利用や商業・業務機能の集中、交通拠点の整備が行われる一方で、戦後復興時に建設された老朽木造低層家屋が密集し、土地利用状況も細分化され、都市機能上・都市景観上の整備が十分図られていない状況となっていた。
これを受けて、1981年（昭和56年）3月に、広島駅表口周辺地区市街地再開発事業基本計画が立案され、この一帯を以下の3つのブロックに分けて市街地再開発事業が行われることになった。
- Aブロック：駅前広場南、駅前通り西側
- Bブロック：駅前広場南、駅前通り東側
- Cブロック：駅前広場東、大州通り北側

各ブロックでは地権者が中心となって市街地再開発組合が結成され、これらが事業主体となって再開発ビルが建設され、以下のビルが完成した。
- Aブロック：エールエールA館 - 1999年（平成11年）開館
- Bブロック：シティタワー広島（商業施設：BIG FRONTひろしま） - 2016年（平成28年）開館
- Cブロック：グランクロスタワー広島（商業施設：EKICITY HIROSHIMA） - 2017年（平成29年）開館

広島駅南口の駅ビル「minamoa」の完成後、2025年3月にはCブロックとminamoaを、2026年度末にはAブロック・Bブロックとminamoaを結ぶペデストリアンデッキが開通する予定である。

## 沿革
- 1981年（昭和56年）
  - 3月 - 広島市が広島駅表口周辺地区市街地再開発事業基本計画を策定。
  - 5月 - Bブロック地区再開発準備組合が事業開始[2]。
- 1982年（昭和57年）3月 - Aブロック再開発準備組合設立[1]。
- 1987年（昭和62年）12月 - Aブロックの核テナントが福屋に、Bブロックの核テナントが西武百貨店と藤田観光運営のホテルに決定した[2]。
  - Aブロックでは一部の地権者が三越を支持した事で分断店舗になる可能性もあったが、1989年（平成元年）2月に福屋に一本化することで合意した[1]。
  - 西武・藤田観光は後に覚書を解除して出店を撤回した[2]。
- 1988年（昭和63年）11月 - 広島駅南口開発株式会社設立[1]。
- 1989年（平成元年）4月 - Aブロックの事業推進業者が大林組・竹中工務店に決定[1]。
- 1994年（平成6年）5月 - 福屋が広島駅南口開発株式会社と覚書を締結[1]。
- 1996年（平成8年）
  - 8月 - Aブロックの地権者が仮設店舗に移転[1]。
  - 10月 - エールエールA館の建設開始[1]。
  - 12月 - Bブロックの核テナントがJALホテルズに決定。その後建設計画の見直しに伴い基本合意書が解除された。
- 1999年（平成11年）4月20日 - エールエールA館が開館[4]。
- 2000年（平成12年）4月 - Bブロックの建設計画を抜本的に見直すことが再開発準備組合の総会で決定[2]。
- 2001年（平成13年）10月 - Bブロック、核テナントの誘致を断念して、複数のテナントを入れるテナントミックスに方針転換。
- 2004年（平成16年）9月 - Cブロック市街地再開発準備組合が設立。
- 2006年（平成18年） - 住友不動産がBブロックの事業再構築パートナーとなり、地上185m、52階建ての高層ビルを建設する方針を承認。
- 2008年（平成20年）4月 - Cブロック事業者を森ビル都市企画等に決定。
- 2009年（平成21年）3月 - 「森ビル都市企画グループ」がCブロックの施設計画案を発表。
- 2010年（平成22年）10月 - Cブロック市街地再開発準備組合が広島市に対し、都市再生特別措置法に基づく第一種市街地再開発事業と都市再生特別地区の都市計画提案を提出。
- 2011年（平成23年）
  - 3月26日 - 中国新聞がBブロックへのビックカメラ出店の第一報を報道[5]。
  - 4月 - Cブロック市街地再開発準備組合が計画変更を行い、建設業務代行者に森ビル都市企画を代表とする企業グループを選定することを正式決定。
  - 12月 - 広島市がCブロックに対し、施行地区となる区域の公告と縦覧を実施。
- 2012年（平成24年）
  - 5月 - Bブロック西棟へのビックカメラの出店が発表[6]。
  - 8月 - Cブロック市街地再開発準備組合の設立が認可される。
- 2013年（平成25年）
  - 9月 - Cブロックにて建物の解体工事に着手、その後建築に移行。
  - 11月 - Bブロックにて建物の解体工事に着手、その後建築に移行[7]。
  - 12月 - Cブロック市街地再開発準備組合が広島市に事業計画の変更を認可申請する。
- 2014年（平成26年）4月 - Cブロック再開発ビルの新築工事起工式が市街地再開発準備組合によって挙行される。
- 2015年（平成27年）
  - 1月31日 - シティタワー広島東棟の一部が完成。
  - 3月5日 - ナショナル会館など一部テナントが営業再開した。
- 2016年（平成28年）
  - 8月31日 - シティタワー広島東棟の残り部分及び、西棟が完成。Bブロックでの全ての工事が完了[8]。
  - 9月14日 - ビックカメラ広島駅前店が開店[9]。
  - 10月 - 地権者であるホテル川島が営業を再開。
  - 12月22日 - グランクロスタワー広島が竣工[10]。
- 2017年（平成29年）
  - 2月10日 - EKICITY HIROSHIMA・グランクロスタワー広島がプレオープン[11]。
  - 4月 - エディオン蔦屋家電他、全てのテナントがオープン[12]。
- 2018年（平成30年） 11月1日 - EKICITY HIROSHIMAが第16回ひろしま街づくりデザイン賞にて大賞を受賞[13]。
- 2023年（令和5年）8月31日 - 福屋広島駅前店6階から9階までの営業を終了[14]。

## エールエールA館（Aブロック）
広島市を筆頭株主とした第三セクター「広島駅南口開発」が管理・運営に当たっている。地下2階建て、地上12階建て構造。
1999年（平成11年）4月20日に開館した。オープン時のイメージキャラクターにはタレントの優香を起用し、竣工式にテープカットを行った。
核テナントとして、地場百貨店である福屋が「広島駅前店」として地下2階を除く部分に入居。福屋としては八丁堀本店と並ぶ旗艦店である。また広島百貨店で営業していた店舗が引き続き入店している。11階には最高層日本一のマクドナルドの店舗が置かれた。
中央部には1階から5階、6階から9階までの大きな吹き抜けがあり、広場として活用されている。
再開発前のこの土地では、闇市の跡地に建設された共同店舗「広島百貨店」が営業しており、1階に地権者である広島銀行広島駅前支店が入居していたたため、エールエールA館の1階にも引き続き出店していた。しかし、同支店が南口広場の再整備に併せて設けられる館内通路の支障となることから、老朽化の進んでいた近隣の広島東支店と店舗内店舗として統合する形で2024年5月20日、7階に移転を行った。
このほか、1階にJTB中国四国と薬局、地下1階に廣島香月堂本店が入居し、地下2階は「エールエールA館専門店街」として広島百貨店で営業していた店舗が引き続き入店している。
屋上では、夏にビアガーデンが開催されている。
2019年9月17日から2022年9月22日まで、7階に広島東郵便局が仮店舗として入居していたが、2022年9月26日に旧局舎跡地に建設された広島JPビルディング1階へ移転し、同日付けで「広島JPビル郵便局」に改称された。
2023年3月17日には、広島市立中央図書館及び広島市映像文化ライブラリー（中区）の同建物への移転に伴い、福屋の減床やジュンク堂書店のフロア移動を伴うリニューアルを2026年春を目処に実施する方針が明らかになった。

### 館内
2023年8月まで
- R階 屋上パノラマビアガーデン
- 11階 レストラン街・フードコート
- 10階 ブックセンター（ジュンク堂書店）・クリニック・理美容室
- 9階 スポーツ・アウトドアファッション
- 8階 ベビー・こども服・玩具
- 7階 家庭用品・寝具・ギフト・宝飾品
- 6階 生活雑貨・婦人肌着・ナイトウェア
- 5階 紳士服・紳士洋品・雑貨
- 4階 婦人服
- 3階 婦人服
- 2階 婦人服・婦人靴・婦人雑貨
- 1階 インポートブティック・化粧品・婦人雑貨・婦人アクセサリー
- B1階 食料品（デパ地下）
- B2階 エールエール専門店街

2024年4月まで
- 11階 レストラン街・フードコート
- 10階 ブックセンター（ジュンク堂書店）など
- 9階 （改装工事）
- 8階 （改装工事）
- 7階 （改装工事）
- 6階 （改装工事）
- 5階 紳士服・カープグッズ・アウトドア
- 4階 婦人服・リビング用品・サービス
- 3階 婦人服
- 2階 婦人服・バッグ・靴
- 1階 インポートブティック・化粧品
- B1階 食料品（デパ地下）
- B2階 エールエール専門店街

2024年5月以降
- 11階 レストランプラザ・パノラマフードコート
- 10階 （改装工事）
- 9階 （改装工事）
- 8階 （改装工事）
- 7階 広島銀行・クリニック・個室ワークスペース
- 6階 書籍（ジュンク堂書店）・文具（MARUZEN）・貸会議室・美容室
- 5階 紳士服・紳士靴・紳士雑貨・カープグッズ・スポーツ&アウトドア
- 4階 婦人服・フォーマル・寝具・生活雑貨・ギフトサロン
- 3階 婦人服・婦人肌着・ナイトウェア・生活雑貨
- 2階 婦人服・バッグ・靴
- 1階 インターナショナルブティック・化粧品・婦人雑貨
- B1階 食料「ララ・キッチン」（デパ地下）
- B2階 エールエール専門店街

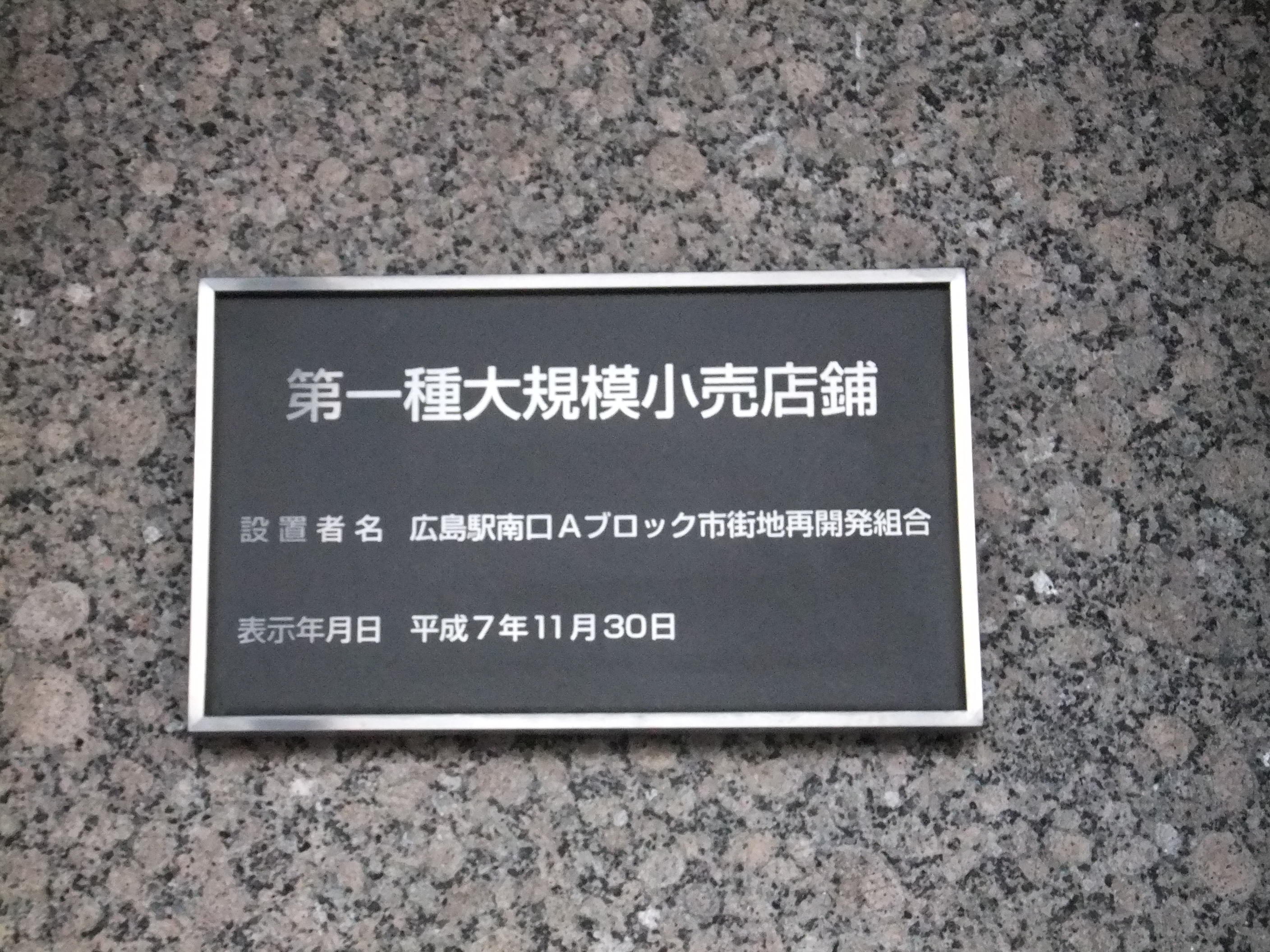
第一種大規模小売店舗
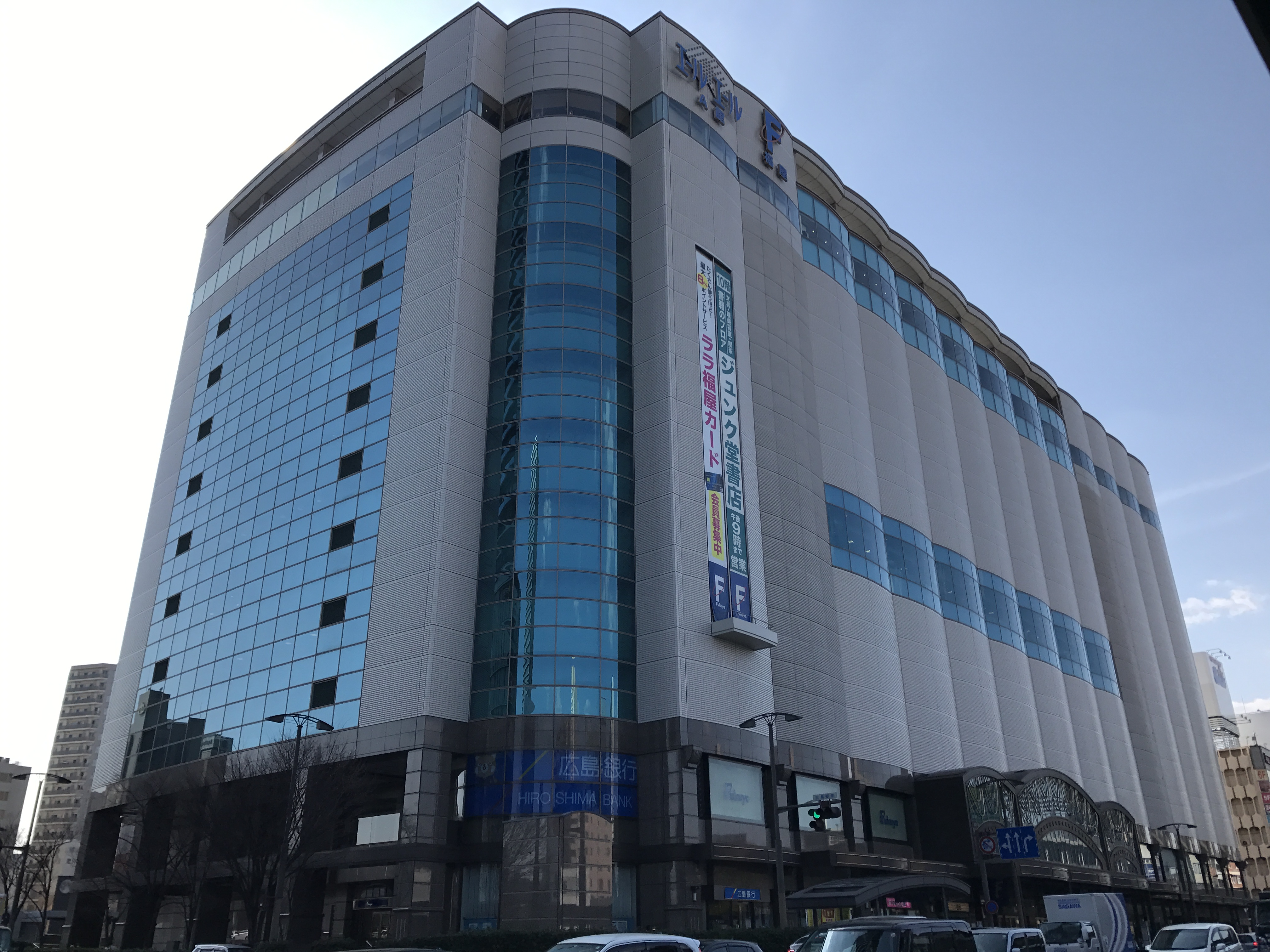
店舗を広島駅側から望む

## シティタワー広島・BIG FRONTひろしま（Bブロック）
A館と駅前通りを挟んだ東側に位置し、地下2階・地上52階建ての「西棟」と地下1階・地上10階建ての「東棟」からなる。西棟の高さは197.5mあり、中国地方及び札仙広福で一番高いビルである。2016年（平成28年）8月31日に全館開館した。
商業施設部分の愛称に『BIG FRONT（ビッグフロント）ひろしま』、住友不動産が手がける分譲マンション部分（西棟の12階より上）の愛称に『シティタワー広島』が付けられている。1990年代のAブロックと併せて再開発が計画されていた頃は、『エールエールB館』と呼ばれていた。『BIG FRONT ひろしま』の核テナントはビックカメラとナショナル会館（パチンコ店）。
西棟の下層階（地下2階 - 3階）に入居するビックカメラは2011年（平成23年）のベスト広島店閉店以来の広島出店となる。壁を見せない陳列方法を取ることで有楽町店等の旗艦店と同等の品揃えを実現している。開店初日は2500人が行列を作り、出入口の一部封鎖やレジでの商品別の対応を要するほどの盛況であった。
その他のテナントとしては、現在の西棟の敷地の一角で1894年（明治27年）から旅館業を営み、1955年（昭和30年）に鉄筋コンクリートで建てられた建物（広島の旅館としては初）の屋上に設置された東芝のネオンが広島駅前のランドマークの役割を果たしていた「ホテル川島」（西棟10 - 11階）や、現在の西棟に当たる位置に旧店舗を構えていたパチンコ店「ナショナル会館」（東棟1階 - 2階）など、Bブロックの地権者が多く再出店している。ナショナル会館は同地の再開発に当たって地権を移動し、先行して完成した東棟の一角に新店舗を入居することとなった。
西棟の4階には医療施設が複数入居し、5階と6階は市の施設である「広島市総合福祉センター」（広島市社会福祉協議会が管理）となっている。
東棟は3階から上が立体駐車場（パーク24が『タイムズ』ブランドで運営）となっており、建物の外壁には大型のビジョンが設置され、店舗の宣伝広告やニュースが表示されている。

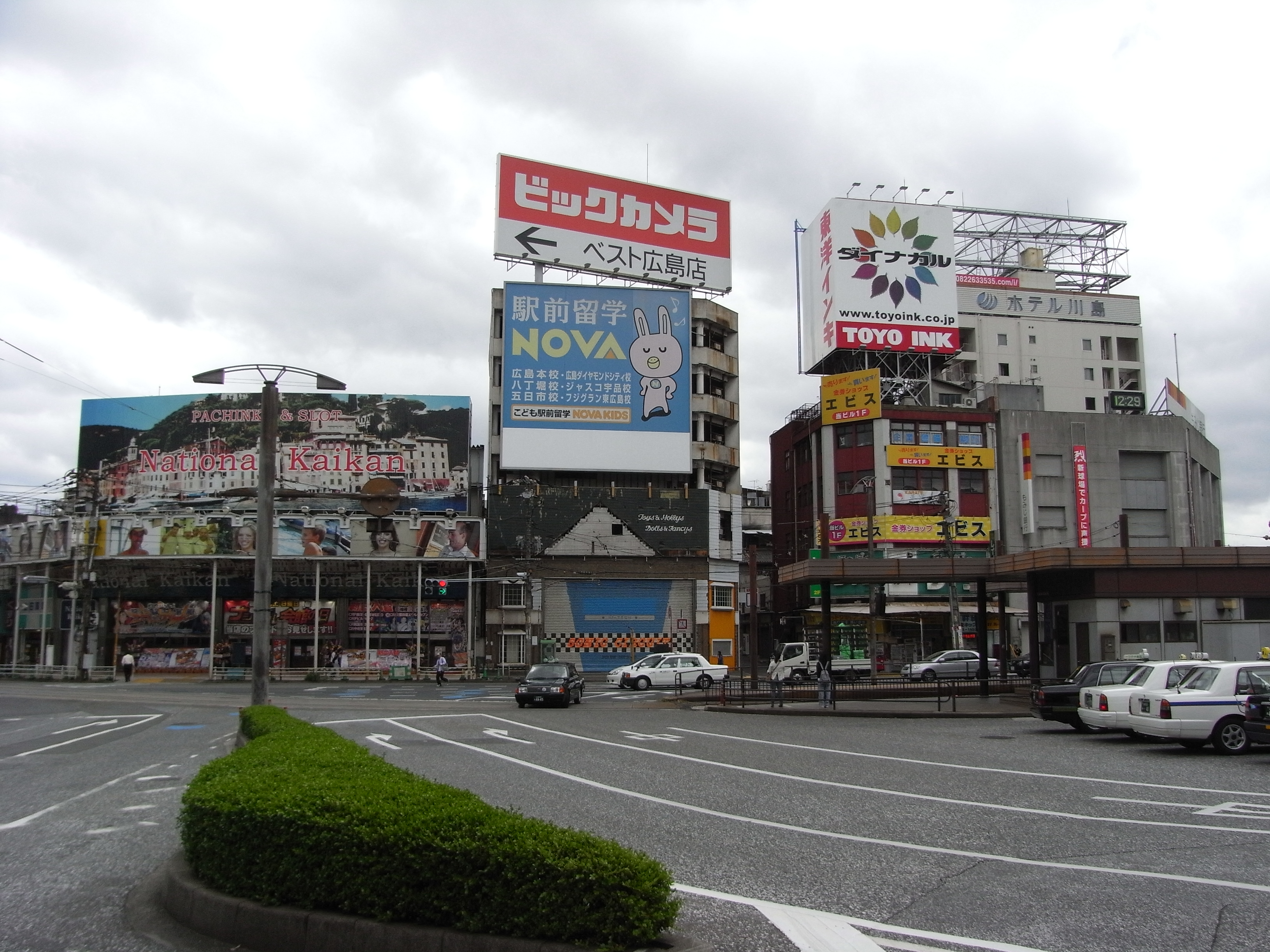
Bブロック事業着手前の様子。写真左の建物がナショナル会館の旧店舗。なお、写真内にあるビックカメラの案内看板は当時出店していたベスト広島店のもので、現在出店している広島駅前店とは別の店舗である。
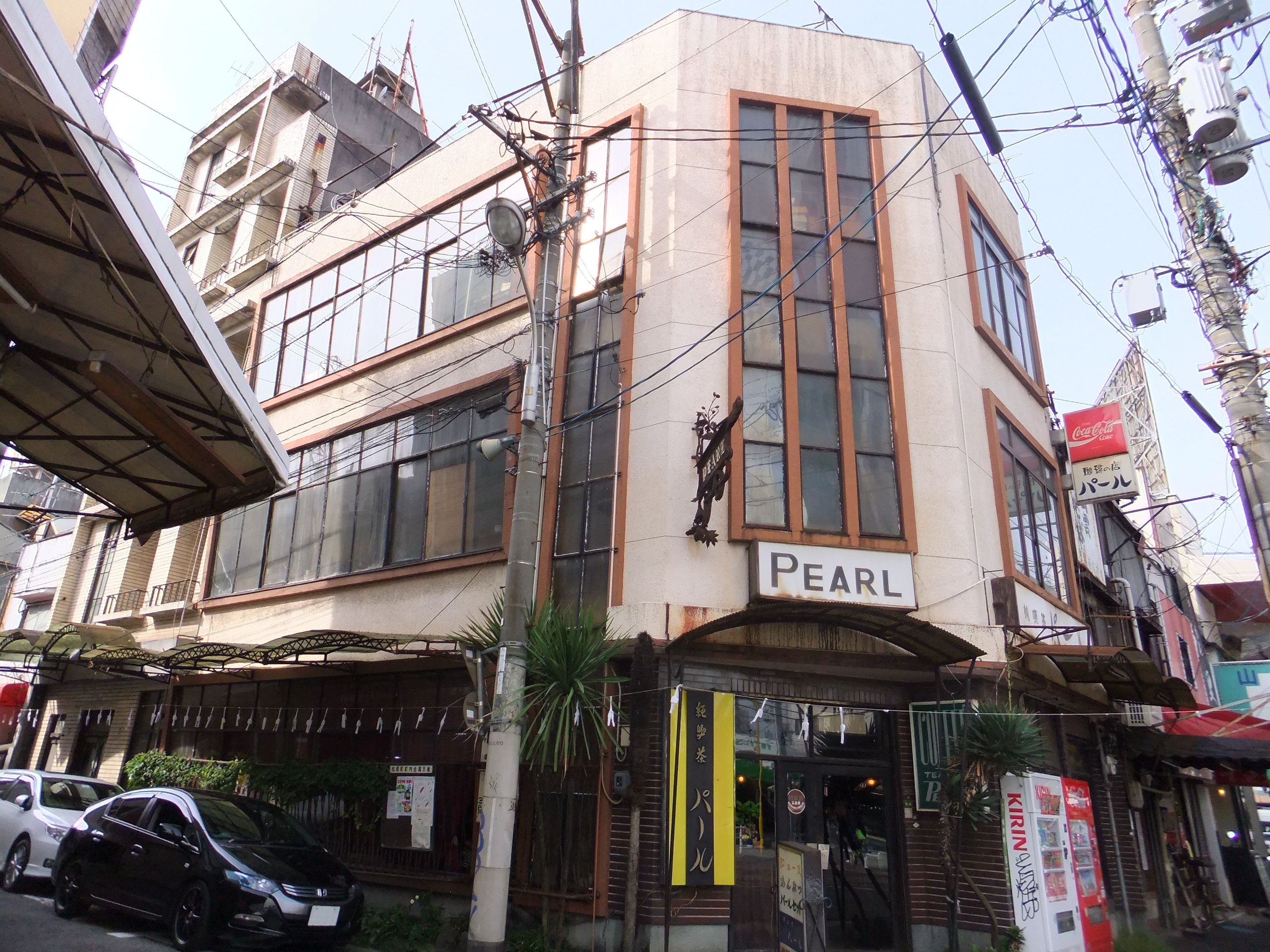
予定地内には『純喫茶パール』があった（八丁堀のサロンシネマにある店は商号を引き継いだ店。）
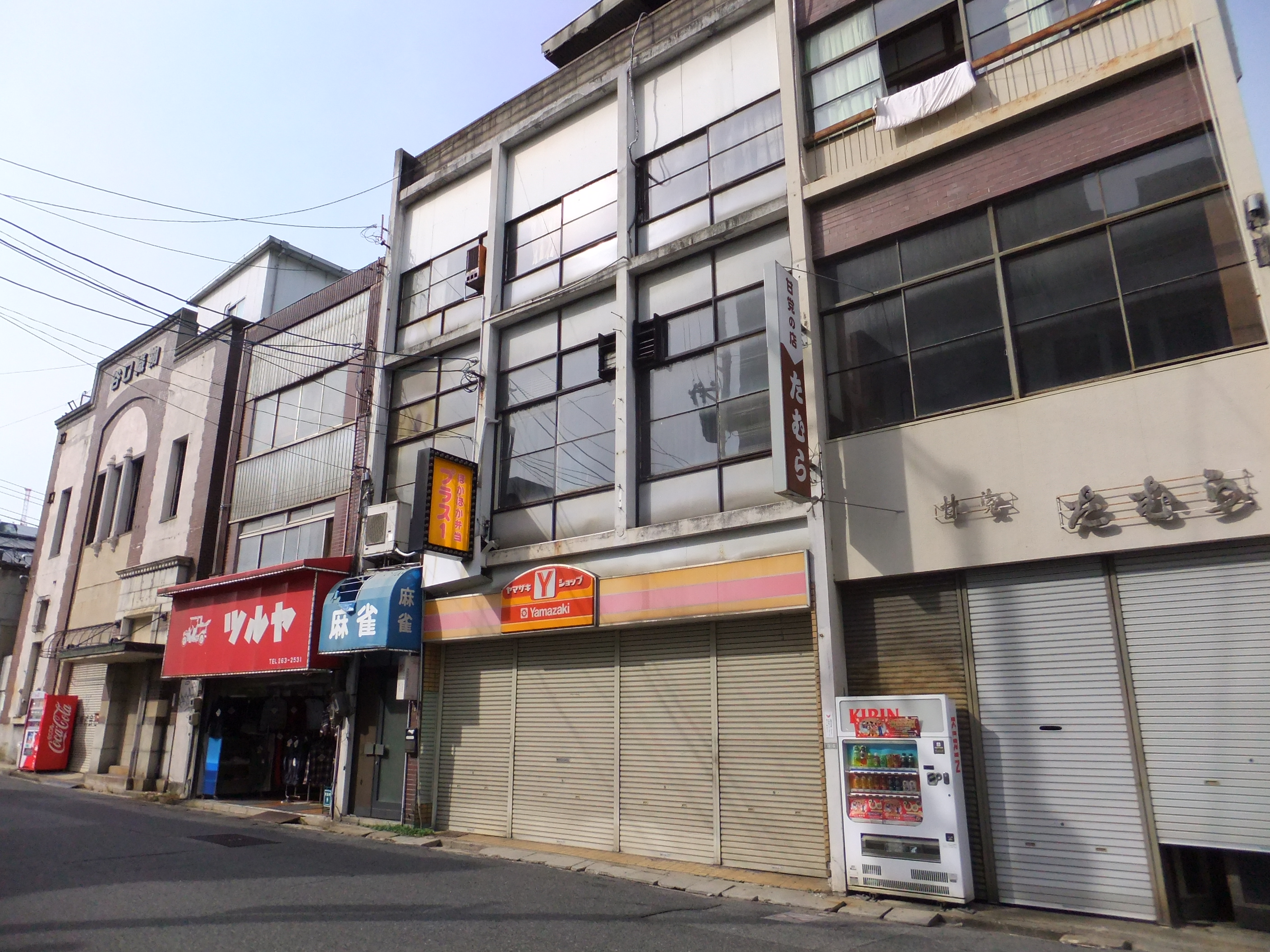
予定地内には、写真左側の被爆建物の谷口織物（旧住友銀行東松原支店）もあった。旧住友銀行は窓枠の一部を敷地内で保存。
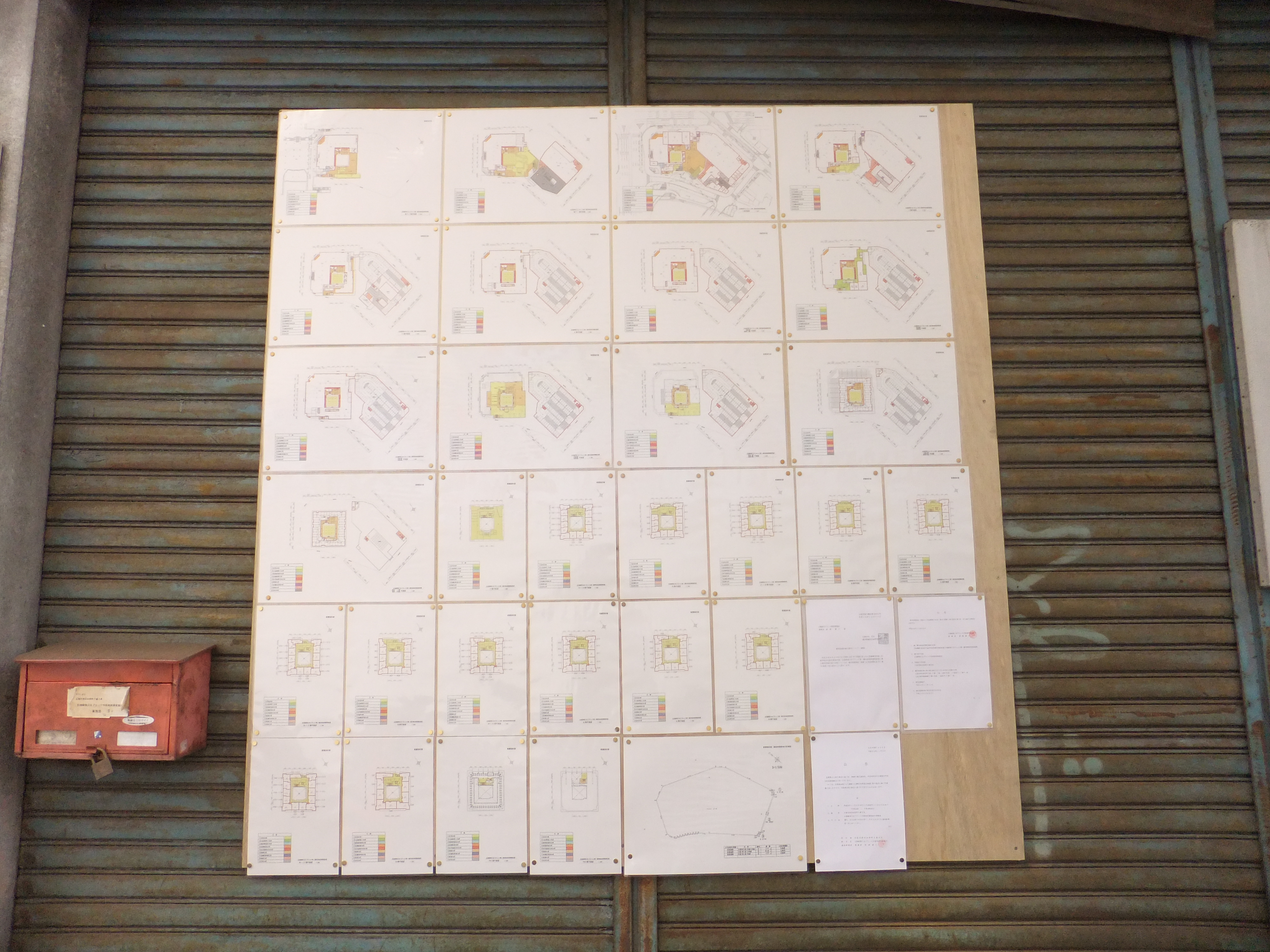
予定地内に掲示された配置図
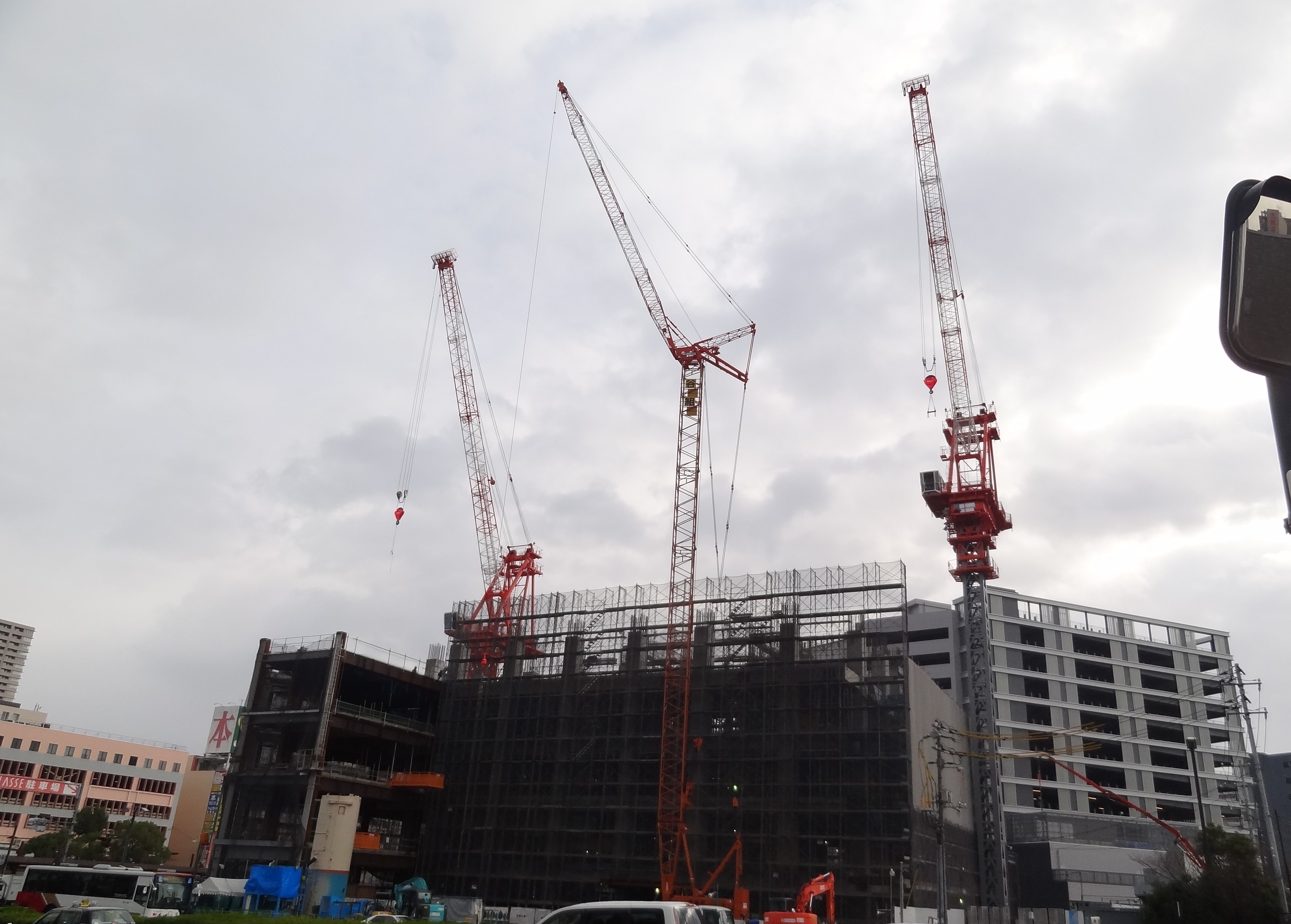
工事中の様子（2014年12月）
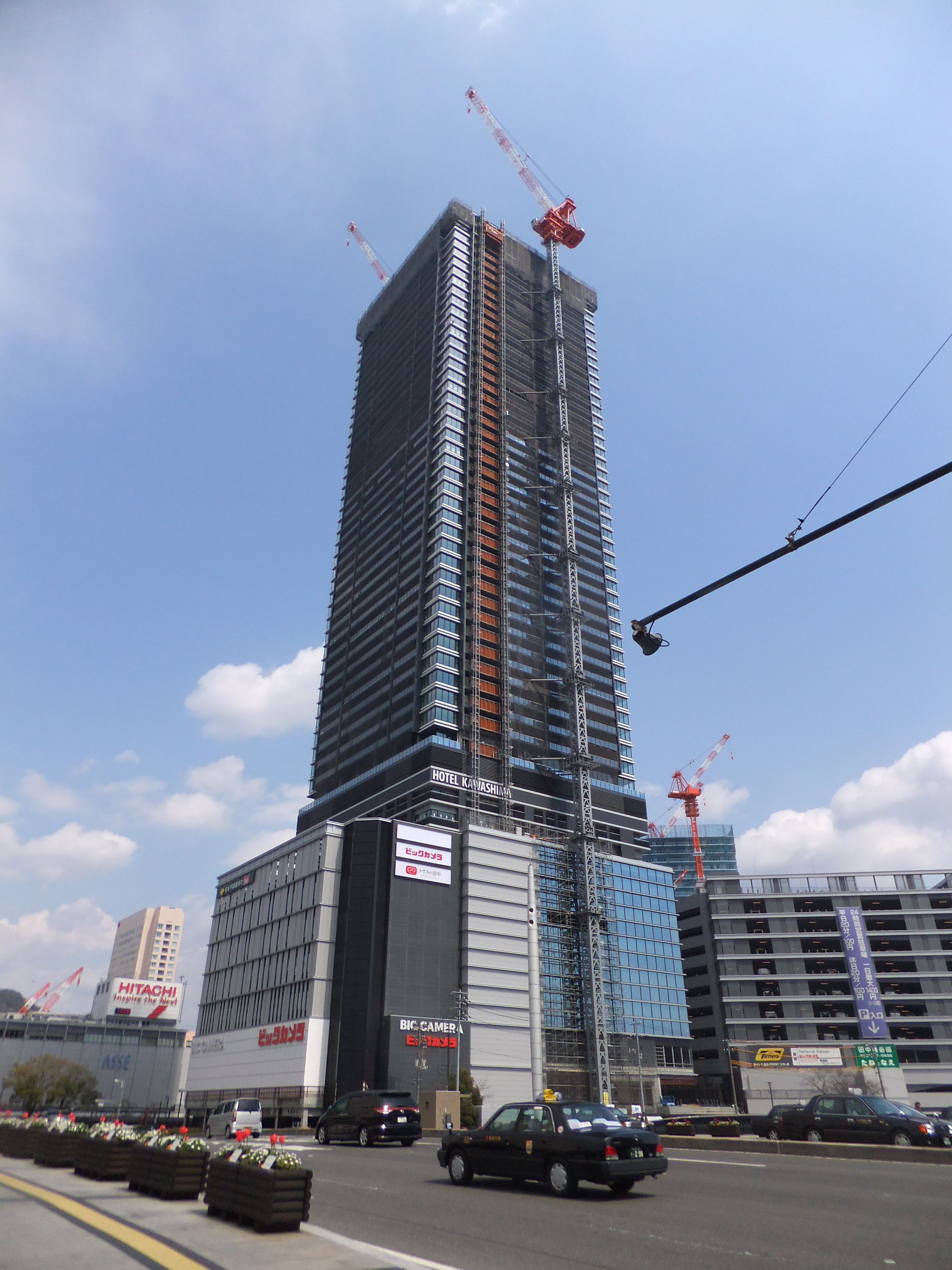
完成半年前の様子

## グランクロスタワー広島・EKICITY HIROSHIMA（Cブロック）
地下1階・地上46階建ての「住宅棟」と、地下1階・地上11階建ての「商業棟」からなる。商業部分の愛称に『EKICITY HIROSHIMA』、NIPPO・ミサワホーム中国・旭化成不動産レジデンスが手がける分譲・賃貸マンション部分の愛称に『グランクロスタワー広島』が付けられている。2016年（平成28年）12月22日竣工。
「商業棟」は核テナントとして、エディオンがカルチュア・コンビニエンス・クラブとのフランチャイズ契約により運営する『エディオン蔦屋家電』（1 - 3階）と、フィットネスクラブの『フィットネス＆スパ ゼクシス広島』（8 - 10階）が入居。蔦屋家電としては二子玉川ライズに次いで全国2店舗目。4階から7階は立体駐車場となっている。
「商業棟」の西側外壁は一面が大型ビジョンとなっており、完成前から映像が流されている。
「住宅棟」の低層階（1 - 3階）には医療施設や飲食店が入居する。また、かつてこの場所には「愛友市場」と呼ばれる市場が広がっていたこともあり、「商業棟」と「住宅棟」の間にプロムナード『I&YOUウオーク』（愛友ウオーク）が整備され、再開発で消滅した雰囲気を再現する。
2017年（平成29年）2月にソフトオープンした。エディオン蔦屋家電の他、全てのテナントの開業は4月14日である。
本建築は「ガラス張りの大壁面が駅前広場の景観に明快なアクセントを与えている」「施設周囲のオープンスペースなどの歩行者空間や旧愛友市場を思い出させる愛友ウォークがエリアの回遊性や滞在性を高め、賑わい空間を創出している」ことが「新たなランドマークとして、広島の陸の玄関口にふさわしい街並みの形成に大きく貢献している」として、広島市が選定する「ひろしま街づくりデザイン賞」にて第16回大賞を受賞している。

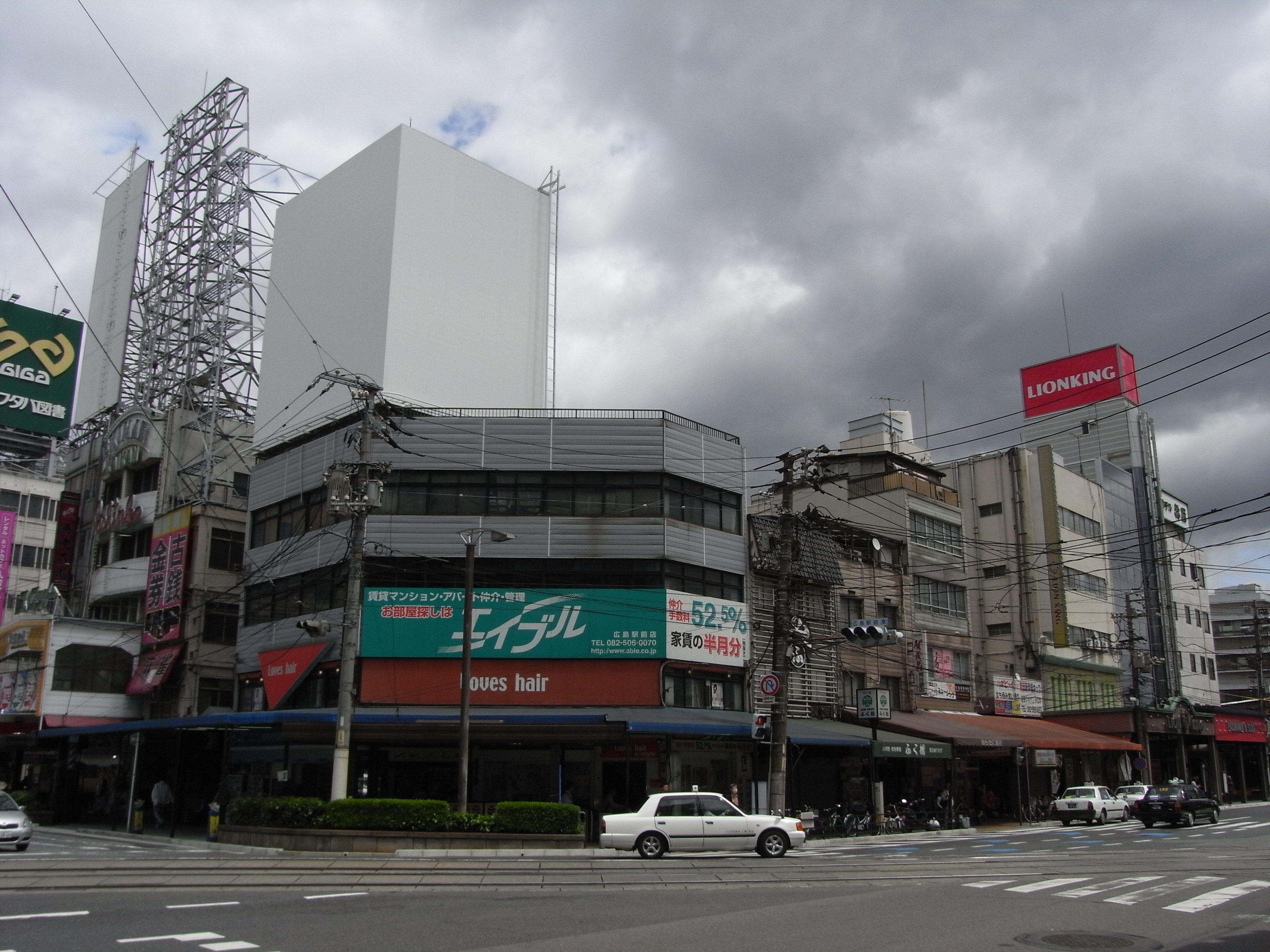
Cブロック事業着手前の様子
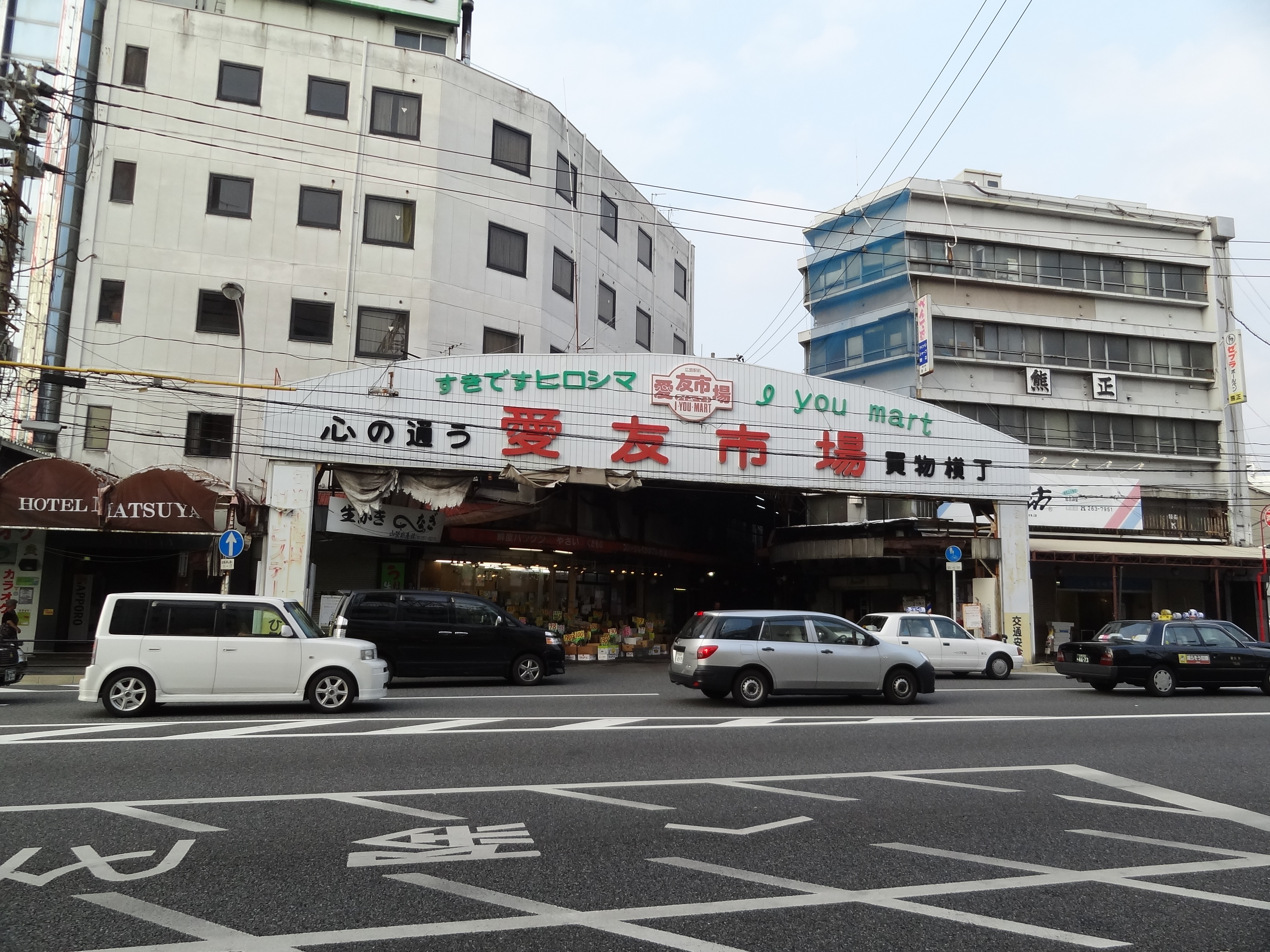
大州通り側に立っていた愛友市場の看板
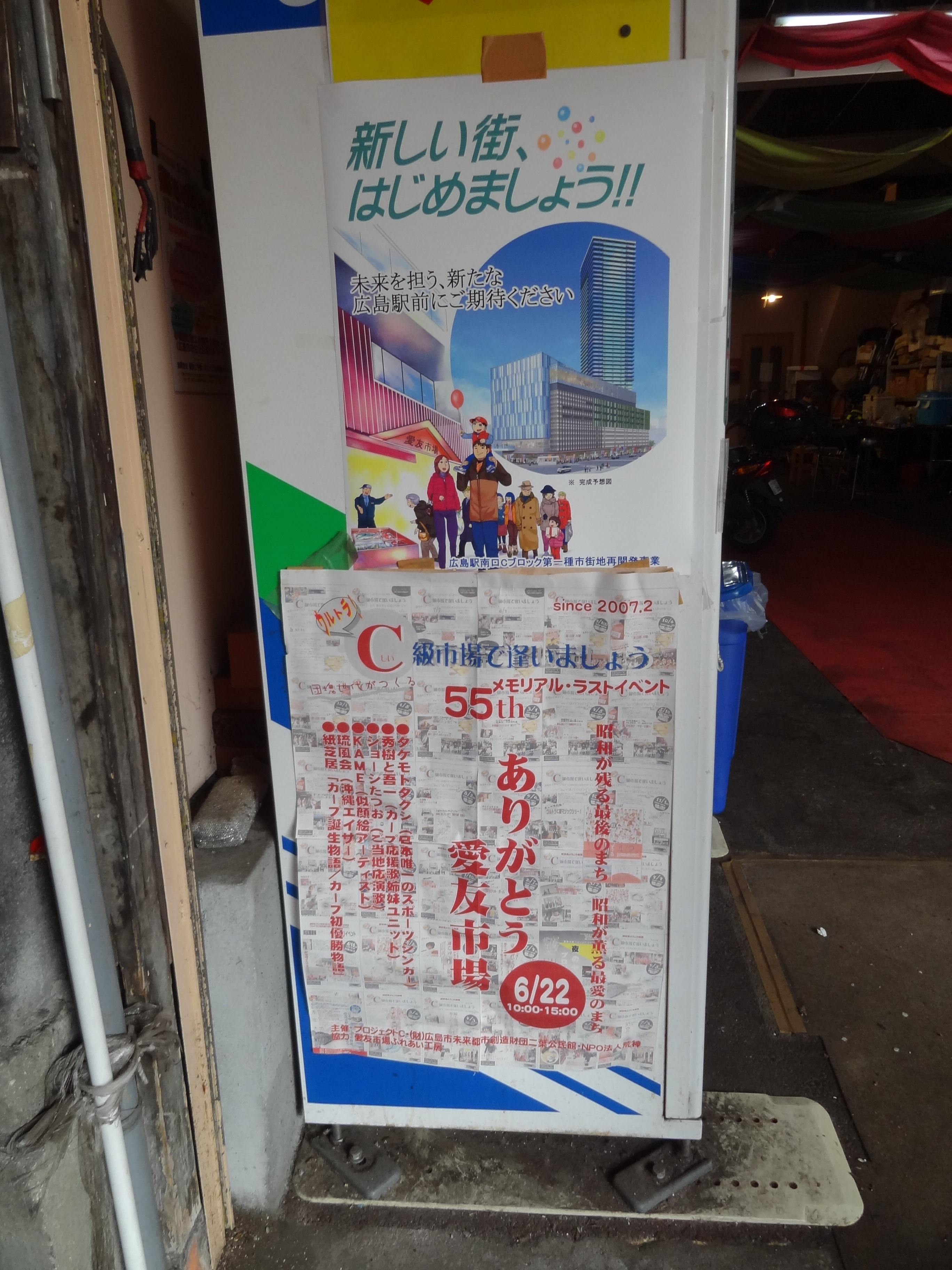
再開発事業をPRするポスター（上）とラストイベントをPRするポスター（下）
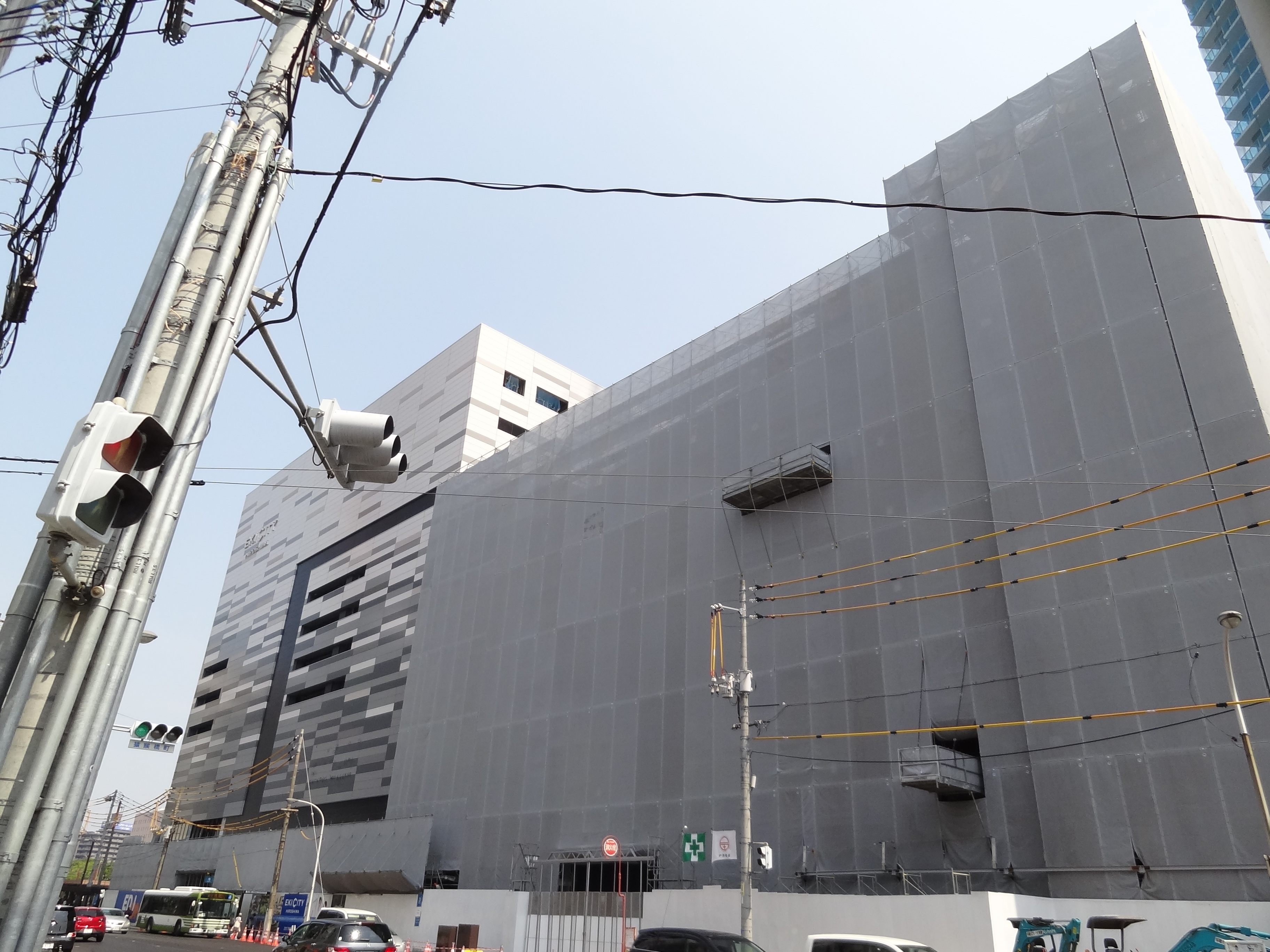
Cブロック建設中の様子

## 広島駅南口地下広場
A館に隣接する地下には、A館の付随施設としてエールエール地下広場があり、イベント広場などが整備されている。広島駅南口開発株式会社が広島市から委託されて管理を行っている。地下通路で広島駅と接続している。
BIG FRONTひろしまの開店後、ビックカメラの店舗入口が地下広場を挟んでA館の向かい側に設けられた。

## 広島駅南口広場
広島市は南口にあるロータリーを再整備することを予定している。
駅ビルの工事計画が発表される以前は2024年度完成予定としていたが、工事計画発表時には駅ビル開業後早期の完成を目指すとされ、2024年11月には完成が2028年度末となる見通しを発表した。

### 注記
1. ↑  昭和時代には、現在の南口について「表口」という表現が多くなされていた。
2. ↑  「広島駅前支店」は廃止されず、既に同方式にて統合済の「大州支店」と共に「広島東支店」の移転先新店舗と同一所在地にて営業する
3. ↑  グループ傘下のソフマップ・コジマは2016年以前より出店を継続していた。